# 6773 Kellaway
A 6773 Kellaway (ideiglenes jelöléssel 1988 LK) a Naprendszer kisbolygóövében található aszteroida. Eleanor F. Helin fedezte fel 1988. június 15-én.